# Amphoecus metallicus
Amphoecus metallicus là một loài bọ cánh cứng trong họ Cerambycidae.